# Булочко, Вера Григорьевна
Вера Григорьевна Бу́лочко (урожд. Дедюлина) (1917—1981) — советская фехтовальщица, мастер спорта, неоднократная чемпионка СССР (рапира, эспадрон), тренер-преподаватель по фехтованию.

## Биография
Родилась 2 августа 1917 года[по какому календарю?] в деревне Ремчуговке Бугульминского уезда Самарской губернии. Фехтованием начала заниматься в 1934 году в Харькове, тренеры П. А. Заковорот, В. А. Андриевский и К. Т. Булочко. Получила высшее образование; преподаватель физического воспитания.
С 1939 по 1941 исполняла обязанности заведующего кафедрой фехтования Харьковского ИФК. В дальнейшем работала преподавателем фехтования в ГЦОЛИФК, Белоруссии ИФК, в ДСШ при Ленинградском городском комитете физической культуры и спорта, с 1956 — в ШВСМ при ГДОИФК им. П. Ф Лесгафта.
Чемпионка СССР 1940 по фехтованию на эспадроне, на рапире — 1946 и 1951, призёр — 1944, 1947,1948, 1950. Неоднократная чемпионка Украинской ССР, Белорусской ССР, городов Москвы и Ленинграда, мастер спорта.
Умерла 14 марта 1981 года в Ленинграде.

## Семья
Муж: Булочко, Константин Трофимович — заслуженный тренер СССР, многократный чемпион СССР, основоположник ленинградской школы фехтования,заслуженный мастер спорта, судья Всесоюзной категории.
Их дочь, Людмила Константиновна Булочко — выпускница ГДОИФК им. П. Ф Лесгафта (фехтование).